# Cociclo (topologia algébrica)
Um cociclo, no ramo da topologia algébrica, é uma cocadeia fechada nessa topologia algébrica.